# George Auriol

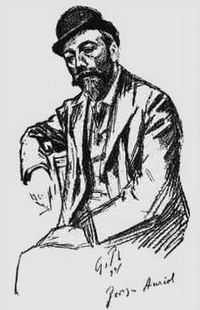
George Auriol ritratto da Georges Redon per la rivista Le Rire nel 1895

George Auriol (Beauvais, 26 aprile 1863 – Parigi, 2 febbraio 1938) è stato un grafico, pittore e compositore francese. Gli viene attribuita anche la creazione di molti caratteri tipografici.

## Biografia
George Auriol, il cui vero nome era Jean-Georges Huyot, nacque il 26 aprile 1863 a Beauvais e morì il 2 febbraio 1938 nella sua casa nel 18° arrondissement di Parigi. 
Era il padre del critico cinematografico e sceneggiatore Jean-Georges Huyot, conosciuto come Jean George Auriol (1907-1950). 
George Auriol iniziò la sua carriera nel 1885, all'età di 22 anni, come segretario della redazione di Le Chat Noir, un giornale satirico pubblicato dal 1882 al 1897 dal famoso cabaret omonimo di Montmartre. Egli stesso compose diverse canzoni la più famosa delle quali è Quand les lilas refleuriront

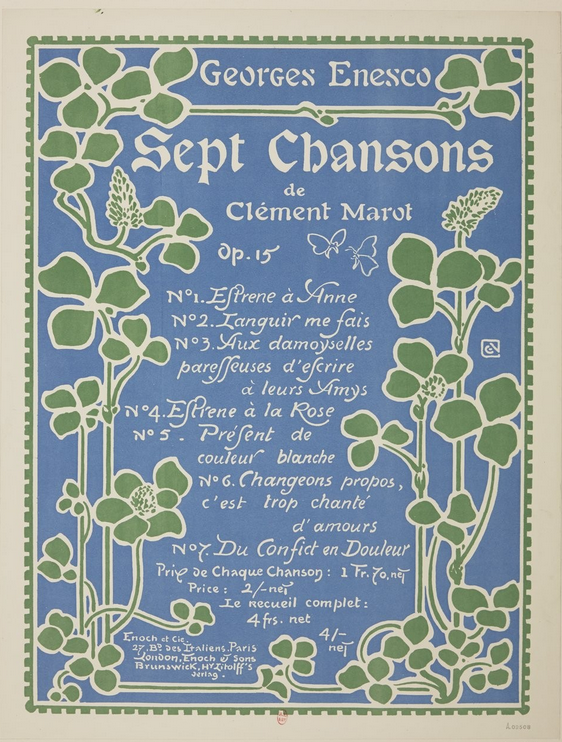
Georges Enesco, illustrazione di Auriol - 1909

Allo Chat Noir, divenne amico di Steinlen, Henri Rivière, Jean Moréas, Antonio de La Gandara, Caran d'Ache e Alphonse Allais.
George Auriol contribuì anche a riviste come L'Estampe et l'Affiche e Cocorico e realizzò illustrazioni  per Larousse e Hachette.
Nel 1901, iniziò a lavorare in tipografia e creò diversi caratteri ispirati all'Art Nouveau, tra cui quello che porta il suo nome, Auriol, che Hector Guimard usò come ispirazione per il lettering delle stazioni della metropolitana di Parigi.
Collaborò con la Fonderie Georges Peignot et fils, per la quale creò diversi caratteri: Française-légère, Française-allongée, Auriol-labeur, Auriol-champlevé e Robur. 
Terminò la sua carriera come insegnante di disegno all'École Estienne e morì a Parigi il 3 febbraio 1938, a 75 anni. 
È sepolto nel cimitero di Pantin.